# 響尾蛇能源公司
響尾蛇能源公司（英語：Diamondback Energy）是美國一家石油和天然氣公司，總部位於密德蘭。

## 歷史
響尾蛇能源公司於2007年開始營運。2022年10月，響尾蛇能源公司收16億美元收購火鳥能源公司（英語：FireBird Energy）。2018年12月3日，響尾蛇能源公司被納入S&P 500。2022年12月19日，響尾蛇能源公司被納入納斯達克100指數。

## 外部連結
- 官方網站 （页面存档备份，存于）